# 久田太郎
久田 太郎（ひさだ たろう、1923年11月16日 - 没年不詳）は、日本の医学者。専門は口腔病理学。

## 経歴
1941年福岡県中学修猷館を経て、1948年慶應義塾大学医学部を卒業。1955年医学博士。
1948年慶應義塾大学医学部病理学教室に入り、1956年同講師を経て、1959年静岡赤十字病院検査部長に就任。
1965年神奈川歯科大学教授に就任し、1975年大学院教授を経て、1979年学長に就任。日本女子衛生短期大学（現・神奈川歯科大学短期大学部）学長も兼務する。1989年神奈川歯科大学理事長兼湘南短期大学（日本女子衛生短期大学が改称、現・神奈川歯科大学短期大学部）学長に就任。1994年退任。
1977年北里賞、1998年勲三等旭日中綬章。

## 著書
- 『病理学学習の基礎』（影山圭三・渡辺裕共著、中外医学社、1963年）

## 翻訳
- S.N.Bhaskar『バスカーの口腔病理学』（書林、1979年）